# Schorfheide
 For alternative betydninger, se Schorfheide (flertydig). (Se også artikler, som begynder med Schorfheide)
Schorfheide (også Große Heide) er et overvejende lukket skovområde i den nordlige del af delstaten Brandenburg. Det strækker sig over dele af landkreisene Barnim, Oberhavel og Uckermark. De største bosættelser i området er Joachimsthal og Groß Schönebeck. Schorfheide havde i århundreder en særlig betydning som jagtområde – herunder for preussiske konger og tyske statsoverhoveder – og blev derfor skånet for større skovrydning. En har siden 1990 været inkluderet i Schorfheide-Chorin biosfærereservat.

## Geografi
Schorfheide-området er ikke præcist defineret, da områder der hører til Schorfheide har ændret sig gennem tiden. Oprindeligt hed kun et smalt vådt engområde vest for Werbellinsee sandsynligvis Schorfheide. Det strakte sig omtrent fra Wildau til niveauet for det senere Hubertusstock-jagtslot. Fra midten af 1800-tallet I det 19. århundrede var dette område kendt som
Begrebet Schorfheide udviklede sig, gennem aktiviteterne i det preussiske kongelige hofjagtkontor, grundlagt i 1821, til en betegnelse for hele det kongelige jagtområde omkring Werbellinsee. Denne jagtgård omfattede oprindeligt distriktsskovdistrikterne Groß Schönebeck, Grimnitz og Pechteich. Reiersdorf skovdistrikt og dele af Zehdenick skovdistrikter kom senere til. Da Det Kongelige Hofjagtkontor blev opløst i 1919, havde indhegningen omkring Schorfheide hofjagt, et areal på 401,71 km².
På nuværende tidspunkt refererer udtrykket Schorfheide til det sammenhængende skovområde, der ligger mellem landsbyerne Vietmannsdorf, Gollin, Ringenwalde og Glambeck mod nord, den Bundesautobahn 11, landsbyerne Golzow og Werbellin i øst, Oder-Havel-kanalen i syd og Havel mod vest 
Ifølge Handbuch der naturräumlichen Gliederung Deutschlands (de) tilhører Schorfheide med Templiner og Britzer Platte, en sydlig forlængelse af Mecklenburgische Seenplatte. I dette naturområde er der fladt, bølgende sand med en højde på 50 til 70 m foran hvilke moræneplader rejser sig i nord og syd. Det krydses af indlandsklitter og tunneldale (f. B. Großdöllner See, Großer Gollinsee, Werbellinsee).

## Historie
Fund fra istiden er endnu ikke kendt for Schorfheide-regionen. De germanske stammer, der oprindeligt bosatte sig her, migrerede omkring 600 n. BC mod syd. Området blev bosat af slaver, den første dokumenterede omtale af ukrainerne går tilbage til 934. Ukrainerne slog sig ned øst for nutidens Schorfheide, Redarianerne mod nord og Rezanen mod vest. Området hed dengang Ukerschewolt . Mellem 1547 og 1720 blev der i nutidens Schorfheide udstedt 109 "ordrer, edikter, patenter, erklæringer og forskrifter om forsvarlig omgang med jagt-, skovbrugs-, træ- og mastegenstande".:S. 15 